# Inna Haponenko
Inna Hryhorivna Janovs'ka nata Haponenko (in ucraino Інна Григорівна Яновська, уроджена Гапоненко?; Cherson, 22 giugno 1976) è una scacchista ucraina, Grande Maestro Femminile.
È nota anche come Inna Gaponenko.

## Carriera

### Giovanili e juniores
Nel 1990 si classificò seconda al campionato del mondo giovanile under-14 femminile e due anni dopo vinse a Rimavská Sobota il campionato europeo giovanile under-16 femminile.

### Risultati individuali
Nel 2002 vinse ad Antalya in Turchia il campionato europeo femminile.
Tra gli altri risultati i seguenti:
- 2003: 1ª con Tetjana Vasil'ević all'open di Schneeberg
- 2004: 2ª a Saint-Chély-d'Aubrac
- 2009: 1ª al Festival Internazionale di Scacchi “Panza – Isola d'Ischia”

Nel novembre 2018 ha preso parte al Campionato del mondo femminile, eliminata al primo turno dalla statunitense Irina Krush per 1 - 3 dopo gli spareggi rapid.

### Nazionale
Ha partecipato dal 1994 al 2008 a sette olimpiadi degli scacchi. Vinse l'oro di squadra e argento individuale in terza scacchiera, con 7/9, alle olimpiadi di Torino 2006 e la medaglia d'argento di squadra alle olimpiadi di Dresda 2008.
Nel 2008 ha ottenuto la medaglia di bronzo di squadra e quella d'oro individuale con 7/8 ai campionati del mondo a squadre di Ekaterinburg.